# Pirates of the Caribbean: I ukendt farvand
Pirates of the Caribbean: I ukendt farvand (engelsk: Pirates of the Caribbean: On Stranger Tides) er den fjerde film i kvintetten Pirates of the Caribbean. Filmen fik premiere i Danmark d. 19. maj 2011. Det er den næst mest sælgende film i serien, efter den anden film, Død Mands Kiste.

## Medvirkende
- Johnny Depp som Jack Sparrow
- Geoffrey Rush som Hector Barbossa
- Penélope Cruz som Angelica, Blackbeards datter
- Ian McShane som Blackbeard
- Kevin McNally som Joshamee Gibbs
- Richard Griffiths som Kong George II[1]
- Stephen Graham som Scrum
- Greg Ellis som Theodore Groves
- Damian O'Hare som Gilette
- Astrid Bergès-Frisbey som Syrena
- Sam Claflin som Philip
- Keith Richards som kaptajn Teague, Jack Sparrows far
- Gemma Ward som Tamara
- Richard Allan
- Judi Dench som en fin dame[2]
- Derek Mears